# The Coup de Grace
The Coup de Grace ist eine US-amerikanische Thrash-Metal-Band aus Minneapolis, Minnesota, die im Jahr 1988 gegründet wurde und sich 1996 auflöste.

## Geschichte
Die Band wurde im Jahr 1988 gegründet. Im Jahr 1990 schloss sich das selbstbetitelte Debütalbum an, das von Dave Pirner (Soul Asylum) produziert wurde. Die Band bestand hierauf aus dem Sänger und Gitarristen James Mecherle (aka Jimmy Coup), dem Gitarristen Steve Wresh, dem Bassisten Kurt Gillispie und dem Schlagzeuger Chris Westling. In den folgenden fünf Jahren wurde es still um die Band, ehe im Jahr 1995 das zweite Album The Art of Survival folgte. Bassist Kyle Lund und Schlagzeuger Brett Degendorfer waren hierauf als neue Mitglieder zu hören. Nach Veröffentlichung des Albums änderte sich die Bandbesetzung erneut: Tommy Dee spielte nun den Bass, während Brent Degendorfer das Schlagzeug besetzte. Als Gitarrist war Mark Chaussee vertreten. Im Jahr 1996 löste sich die Band auf. Chaussee sollte später Fight und Danzig beitreten, während Mecherle der Band von Andrew W. K. beitrat.

## Stil
Laut Uwe Schnädelbach vom Metal Hammer gebe die Band Gruppen wie Metallica, Thin Lizzy und Mercyful Fate als ihre Haupteinflüsse an. Schnädelbach stellte fast, dass das selbstbetitelte Debüt nach einer Mischung aus diesen Bands klingen würde, wobei vor allem die Gitarrenriffs an Metallica erinnern würden. thethrashmetalguide.com hörte auf dem Album neben Thrash-Metal-, auch klassische Heavy-Metal-, Power-Metal- und Hard-Rock-Einflüsse. Das zweite Album bewege sich stärker Richtung Hard Rock.

## Diskografie
- 1988: Bombs Away (Demo, Eigenveröffentlichung)
- 1990: The Coup de Grace (Album, Red Decibel Records)
- 1990:  'Til the Bitter End / Sad But True (Demo, Eigenveröffentlichung)
- 1995: The Art of Survival (Album, Red Decibel Records)